# زيلينوكومسك
زيلينوكومسك (بالروسية: Зеленокумск) هي إحدى مدن روسيا في الكيان الفدرالي الروسي ستافروبول كراي.